# Jakob Schneider
Jakob Schneider (Ihringen, 18 de abril de 1994) é um remador alemão, medalhista olímpico.

## Carreira
Schneider conquistou a medalha de prata nos Jogos Olímpicos de Verão de 2020 em Tóquio com a equipe da Alemanha no oito com masculino, ao lado de Johannes Weißenfeld, Laurits Follert, Olaf Roggensack, Torben Johannesen, Malte Jakschik, Richard Schmidt, Hannes Ocik e Martin Sauer, com o tempo de 5:25.60.